# Saint-Martin-de-Varreville
Saint-Martin-de-Varreville è un comune francese di 215 abitanti situato nel dipartimento della Manica nella regione della Normandia.

## Società

### Evoluzione demografica
Abitanti censiti